# Grönländische Fußballmeisterschaft 2020
Die Grönländische Fußballmeisterschaft 2020 war die 58. Spielzeit der Grönländischen Fußballmeisterschaft.
Wegen der COVID-19-Pandemie und den damit in Grönland einhergehenden Beschränkungen konnte die Schlussrunde nicht durchgeführt werden, weswegen es 2020 erstmals seit 55 Jahren keinen grönländischen Fußballmeister gab.

## Teilnehmer
Folgende Mannschaften nahmen an der Meisterschaft teil. Für die Schlussrunde qualifizierte Vereine sind fett.
- Amaroĸ-53 Saattut
- Eqaluk-56 Ikerasak
- FC Malamuk Uummannaq
- Disko-76 Qeqertarsuaq
- G-44 Qeqertarsuaq
- N-48 Ilulissat
- T-41 Aasiaat
- FC Aqisseq Kangaatsiaq
- S-68 Sisimiut
- SAK Sisimiut
- Aĸigssiaĸ Maniitsoq
- B-67 Nuuk
- IT-79 Nuuk
- K-33 Qaqortoq
- Eĸaluk-54 Tasiusaq

## Modus
Wegen der Beschränkungen im Zuge der COVID-19-Pandemie durften keine Reisen zwischen den fünf grönländischen Kommunen stattfinden, weswegen es fünf Qualifikationsgruppen gab. Die besten sieben Mannschaften qualifizierten sich für die Schlussrunde, die am 10. August in Ilulissat zusammen mit dem als Gastgeber qualifizierten N-48 Ilulissat hätte beginnen sollen. Am 29. Juli wurde die Meisterschaft abgesagt, da die einzelnen Mannschaften Reisen über Kommunalgrenzen hinweg hätten vornehmen müssen.

## Ergebnisse

### Qualifikationsrunde

#### Avannaata Kommunia
Alle Spiele fanden in Uummannaq statt.
| Pl. | Verein               | Sp. | S | U | N | Tore    | Punkte |
| --- | -------------------- | --- | - | - | - | ------- | ------ |
| 1.  | FC Malamuk Uummannaq | 2   | 2 | 0 | 0 | 011:500 | 06     |
| 2.  | Eqaluk-56 Ikerasak   | 2   | 1 | 0 | 1 | 011:600 | 03     |
| 3.  | Amaroĸ-53 Saattut    | 2   | 0 | 0 | 2 | 003:140 | 0      |

| Datum         |                      | Ergebnis |                      |
| ------------- | -------------------- | -------- | -------------------- |
| 14. Juli 2020 | Eqaluk-56 Ikerasak   | 3:5      | FC Malamuk Uummannaq |
| 15. Juli 2020 | Eqaluk-56 Ikerasak   | 8:1      | Amaroĸ-53 Saattut    |
| 16. Juli 2020 | FC Malamuk Uummannaq | 6:2      | Amaroĸ-53 Saattut    |

#### Kommune Qeqertalik
In der Gruppe hätte noch Kugsak-45 Qasigiannguit antreten sollen, der Verein zog sich aber vor Beginn zurück.
Alle Spiele fanden in Qeqertarsuaq statt.
| Pl. | Verein                 | Sp. | S | U | N | Tore    | Punkte |
| --- | ---------------------- | --- | - | - | - | ------- | ------ |
| 1.  | G-44 Qeqertarsuaq      | 3   | 3 | 0 | 0 | 024:300 | 09     |
| 2.  | FC Aqisseq Kangaatsiaq | 3   | 2 | 0 | 1 | 010:110 | 06     |
| 3.  | T-41 Aasiaat           | 3   | 1 | 0 | 2 | 004:800 | 03     |
| 4.  | Disko-76 Qeqertarsuaq  | 3   | 0 | 0 | 3 | 002:180 | 0      |

| Datum         |                        | Ergebnis |                        |
| ------------- | ---------------------- | -------- | ---------------------- |
| 15. Juli 2020 | Disko-76 Qeqertarsuaq  | 1:2      | T-41 Aasiaat           |
| 15. Juli 2020 | FC Aqisseq Kangaatsiaq | 2:9      | G-44 Qeqertarsuaq      |
| 16. Juli 2020 | Disko-76 Qeqertarsuaq  | 1:4      | FC Aqisseq Kangaatsiaq |
| 16. Juli 2020 | T-41 Aasiaat           | 1:3      | G-44 Qeqertarsuaq      |
| 17. Juli 2020 | Disko-76 Qeqertarsuaq  | 00:12    | G-44 Qeqertarsuaq      |
| 17. Juli 2020 | T-41 Aasiaat           | 1:4      | FC Aqisseq Kangaatsiaq |

Die Mannschaften spielten anschließend noch zwei Platzierungsspiele, obwohl beide qualifizierten Mannschaften schon feststanden.

##### Spiel um Platz 3
| Datum         |              | Ergebnis |                       | Ort          |
| ------------- | ------------ | -------- | --------------------- | ------------ |
| 18. Juli 2020 | T-41 Aasiaat | 4:1      | Disko-76 Qeqertarsuaq | Qeqertarsuaq |

##### Finale
| Datum         |                   | Ergebnis |                        | Ort          |
| ------------- | ----------------- | -------- | ---------------------- | ------------ |
| 18. Juli 2020 | G-44 Qeqertarsuaq | 10:00    | FC Aqisseq Kangaatsiaq | Qeqertarsuaq |

#### Qeqqata Kommunia
| Pl. | Verein              | Sp. | S | U | N | Tore    | Punkte |
| --- | ------------------- | --- | - | - | - | ------- | ------ |
| 1.  | Aĸigssiaĸ Maniitsoq | 2   | 2 | 0 | 0 | 008:100 | 06     |
| 2.  | SAK Sisimiut        | 2   | 1 | 0 | 1 | 005:300 | 03     |
| 3.  | S-68 Sisimiut       | 2   | 0 | 0 | 2 | 002:110 | 0      |

| Datum         |               | Ergebnis |                     | Ort      |
| ------------- | ------------- | -------- | ------------------- | -------- |
| 17. Juli 2020 | S-68 Sisimiut | 1:5      | SAK Sisimiut        | Sisimiut |
| 18. Juli 2020 | S-68 Sisimiut | 1:6      | Aĸigssiaĸ Maniitsoq | Sisimiut |
| 19. Juli 2020 | SAK Sisimiut  | 0:2      | Aĸigssiaĸ Maniitsoq | Sisimiut |

#### Kommuneqarfik Sermersooq
Weil sich aus der Kommune mit B-67 Nuuk und IT-79 Nuuk nur zwei Mannschaften anmeldeten, waren beide automatisch für die Schlussrunde qualifiziert.

#### Kommune Kujalleq
| Pl. | Verein             | Sp. | S | U | N | Tore    | Punkte |
| --- | ------------------ | --- | - | - | - | ------- | ------ |
| 1.  | Eĸaluk-54 Tasiusaq | 2   | 2 | 0 | 0 | 009:200 | 06     |
| 2.  | K-33 Qaqortoq      | 2   | 0 | 0 | 2 | 002:900 | 0      |

| Datum         |                    | Ergebnis |                    | Ort      |
| ------------- | ------------------ | -------- | ------------------ | -------- |
| 17. Juli 2020 | K-33 Qaqortoq      | 1:3      | Eĸaluk-54 Tasiusaq | Qaqortoq |
| 18. Juli 2020 | Eĸaluk-54 Tasiusaq | 6:1      | K-33 Qaqortoq      | Qaqortoq |

### Schlussrunde
Die Schlussrunde wurde nicht ausgetragen.